# خوسيه أنطونيو بوين
خوسيه أنطونيو بوين (بالإنجليزية: José Antonio Bowen)‏ هو ملحن وموسيقي أمريكي، ولد في 11 مارس 1952 في ووودلاند في الولايات المتحدة.

## وصلات خارجية
- الموقع الرسمي
- خوسيه أنطونيو بوين على موقع ميوزك برينز (الإنجليزية)
- خوسيه أنطونيو بوين على موقع ديسكوغز (الإنجليزية)